# Una pelliccia di visone
Pour plus de détails, voir Fiche technique et Distribution.
Una pelliccia di visone est un film italien réalisé par Glauco Pellegrini, sorti en 1956.

## Synopsis
Gabriela  et Franco, de jeunes mariés, viennent de remporter le grand prix de la loterie, une fourrure de vison. Cette tenue va avoir un impact considérable sur leur vie.

## Fiche technique
- Titre : Una pelliccia di visone
- Réalisation : Glauco Pellegrini
- Scénario : Sergio Amidei, Fede Arnaud, Agenore Incrocci, Alberto Liberati et Furio Scarpelli
- Photographie : Carlo Carlini
- Musique : Roman Vlad
- Pays d'origine : Italie
- Genre : comédie
- Date de sortie : 1956

## Distribution
- Roberto Risso : Franco
- Giovanna Ralli : Gabriela
- Tina Pica : Nonna Matilde
- Ave Ninchi : Assunta Santini
- Turi Pandolfini : le grand-père de Gabriella
- Lidia Martora
- Giulio Calì : le bijoutier
- Loris Gizzi : le serveur
- Luigi Pavese : le gérant du magasin
- Mario Scaccia : Baldini
- Nino Vingelli : l'employé napolitain
- Franco Fabrizi : Francipane
- Paolo Stoppa : Russo
- Monica Vitti : Luisa Panetti
- Maria Laura Rocca